# Ninety-Five Senses
Ninety-Five Senses is Amerikaanse korte animatiefilm uit 2023. De film is geregisseerd door Jared Hess en Jerusha Hess, de filmmakers achter Napoleon Dynamite en Nacho Libre, en het is hun eerste animatiefilm. In de film beschrijft een ter dood veroordeelde man zijn laatste momenten.

## Release en ontvangst
De film ging op 27 maart 2023 in première op het Internationaal filmfestival van Cleveland. In 2024 ontving hij een Oscarnominatie voor beste korte animatiefilm.

## Prijzen en nominaties
De belangrijkste:
| Jaar | Prijs          | Categorie                | Genomineerde(n)          | Uitslag     |
| ---- | -------------- | ------------------------ | ------------------------ | ----------- |
| 2024 | Academy Awards | Beste korte animatiefilm | Beste korte animatiefilm | Genomineerd |